# St. Margaretha (Hasselbach)
Die römisch-katholische Pfarrkirche St. Margaretha ist ein denkmalgeschütztes barockes Kirchengebäude in Hasselbach im Taunus  (Hochtaunuskreis). Sie ist die zentrale Kirche für etwa 1.000 Katholiken in Hasselbach inklusive der protestantischen Diaspora-Ortsteile Cratzenbach, Emmershausen, Gemünden, Niederlauken, Oberlauken, Rod an der Weil und Winden, was der kompletten nördlichen Hälfte der Gemeinde Weilrod entspricht.

## Vorgeschichte
In der Ersterwähnung von Hasselbach im Jahr 1306 wird eine Kapelle genannt, die zum Kirchspiel Rod an der Weil gehörte. 1340 wird ebenfalls eine Hasselbacher Kapelle erwähnt. Mit dem Bau der Schlossbefestigung 1445 wird zugleich eine neue Kapelle gebaut. Im Jahr 1664 ist diese Kirche in einem leidlichen Zustand und wurde in Stand gesetzt.
In einer Urkunde von 1486 wird St. Michael als Kirchenpatron genannt. 1545 erhielt Hasselbach eine eigene Pfarrerei. Die Patronatsrechte kamen von Heinrich III. von Isenburg und Gerlach I. von Limburg (Söhne von Heinrich II. von Isenburg) über das Kloster Marienborn (1279, 1289) an Nassau-Weilburg (1544). Kirchenbücher liegen seit 1700 vor.

## Geschichte und Architektur
Am 22. Oktober 1749 um 3 Uhr nachmittags fing die hinter der Kirche gelegene Behausung durch Verwahrlosung des dort gelagerten, sehr gedörrten Flachs Feuer. Bei dem stark wehenden Nord-Ost-Wind fielen in der Hintergaße und rund um die Kirche, 33 Häuser, 21 Scheunen mit Früchten, wie auch die Kirche samt 3 Altären, Orgel, allen Paramenten, Kirchenkiste mit den darin verwahrten gerichtlichen Briefen, zwei Glocken, einem verheerenden Feuer zum Opfer.
Am 30. April 1751 wurde die Erlaubnis erteilt den Grundstein zulegen. Die Zeremonie wurde am 11. Mai 1751 mit dem Neubau am alten Standort, auf einem Felsen, mitten im Dorf begangen. Am 17. August 1751 waren die Mauern des Kirchenschiff und am 13. September 1751 des Turms fertiggestellt. Am 16. September ist mit dem Aufschlagen des Dachstuhls des Kirchenschiffs begonnen worden, was in drei Tagen vollendet war. 1752 wurde das Dach des Kirchturms ausgeführt. „Anno 1752 den 25ten Juni ist der Hahnen auf den Thurn gesteckt worden, in diesem Jahr ist auch dass der Thurn mit Leyen gedeckt worden, das Schiff aber von der Kirch ist noch im vorigen Jahr 1751 gedeckt worden“, vermerkte der damalige Pastor Nicolaus Ternes im Kirchenbuch Hasselbach. Am 13. Juli 1752 wurde die neu erbaute Kirche zusammen mit den drei neuen Glocken in einer feierlichen Zeremonie gesegnet.
Am 16. Juli 1781 fand die Weihe der Barockkirche durch Johann Maria Cuchot d’Herbain, Bischof von Ascalon und Hilfsbischof von Trier statt.
Lange und hartnäckig hat sich auch in offiziellen Schriften und Veröffentlichungen die Meinung erhalten, die Erbauer der Kirchen in Hasselbach und Haintchen sei der Architekt Appel gewesen. Doch Ludwig Baron Döry benennt Johann Martin Ulrich (1697–1768) als Erbauer der beiden Kirchen. Johann Martin Ulrich war Baumeister und Geometer; von seinem Schwiegervater Forth übernahm er das Limburger Kelleramt der Familie von Hohenfeld. Seine Tätigkeit als Baumeister ist neben profanen Bauten auch für verschiedene Klöster und Kirchen belegt, wie auch die der Barockkirche von Hasselbach.
Beim Bau der Kirche waren unter anderem auch drei Maurer mit dem Namen Hafeneger beteiligt. In den alten Rechnungen zum Kirchenneubau werden ihre Namen: Tobias, Heinrich und Sebastian, genannt. Die Schreibweise ihres Nachnamens hat sich in der Zeit nach der Erbauung bis heute zum Teil stark verändert. Die Vorfahren der drei Maurer lassen sich in Haldensee im Tannheimer Tal in Tirol nachweisen. Auch dort gibt es wie in Haintchen eine St. Nikolauskirche, die von Andreas Hafenegger aus Haldensee erbaut wurde, welcher aus der alten Baumeisterfamilie der Haffenecker stammt. Sie gleicht im inneren Aufbau und der Ausstattung der Haintchener und Hasselbacher Pfarrkirchen, welche direkt nacheinander entstanden sind. Hafenegger hat sich bis heute als Familienname in Hasselbach erhalten.
Das Gotteshaus ist eine von West nach Ost gerichtet barocke Saalkirche, mit eingezogenem Chor, Muldengewölbe und Turm im Westen. Vier hohe Korbbogenfenster in jeder Langseite geben dem Raum die erforderliche Helligkeit, um auch Einzelheiten der Inneneinrichtung zu erkennen. Immer wieder musste in der langen Kirchengeschichte saniert und renoviert werden. So erstrahlt das Gotteshaus heute wieder in der ursprünglich vorgenommenen Farbgestaltung. In all den Jahren konnte auch die ursprüngliche Barockausstattung erhalten werden.

## Ausstattung

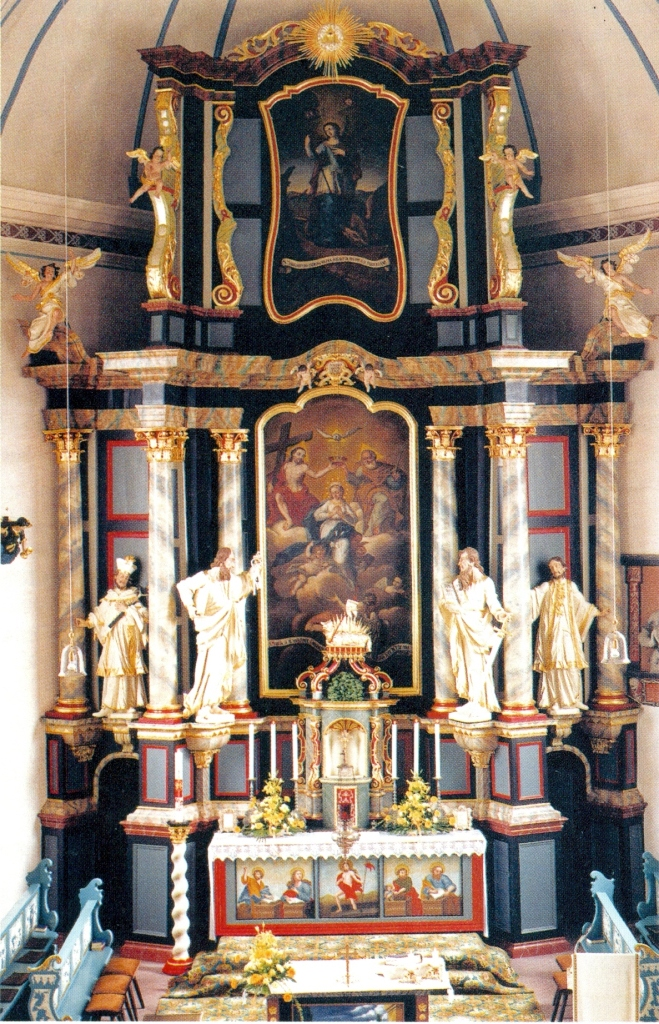
Chorraum mit Hochaltar

Der imposante zweigeschossige Hochaltar beherrscht die gesamte Rückwand des Chores. Die figurale Ausstattung stammt aus der damals weit bekannten Hadamarer Schule. Das zentrale Altargemälde zeigt die Krönung und Aufnahme der Gottesmutter Maria in den Himmel. Auf einem von Engeln getragenen Wolkenpulk sieht man die im Gebet versunkene „Himmelskönigin“, die von Gottvater und dem auferstandenen Heiland gekrönt wird. Darüber schwebt eine Taube als Sinnbild des Heiligen Geistes. Im oberen Teil des Hochaltares wird die Heilige Margaretha, als Schutzpatronin der Kirche, mit einem Kreuzstab, den sie dem Teufel in Drachengestalt zu ihren Füßen in den Rachen stößt, dargestellt.
Die beiden Seitenaltäre sind ebenfalls wie der Hochaltar zweigeschossig und stehen dort, wo der Chorraum sich zum Langhaus weitet. Der rechtsseitige Kreuzaltar zeigt in einer Flachbogen abschließenden Vertiefung den gekreuzigten Heiland, links daneben seine Mutter und rechts Johannes. Der am linksseitigen Chorübergang stehende Muttergottesaltar ist eine Stiftung des Fräuleins von Hohenfeld zu Hof Hausen aus dem Jahre 1751. Im Zentrum des Hauptgeschosses steht in einer Rundbogennische eine gekrönte Madonna.
Auf der gegenüberliegenden Seite des Chorraumes, befindet sich die zweistöckige Westempore. Auf der oberen Empore ist die barocke Orgel aus der Zeit um 1780, gebaut von der Werkstatt der Orgelbauer Stumm aus Rhaunensulzbach, in den Vorderteil der Brüstung eingebaut.

## Orgel
Die um 1780 erbaute barocke Orgel der Firma Stumm aus Rhaunen-Sulzbach befindet sich auf der oberen der beiden rückwärtigen Westemporen. Wie in dieser Zeit häufig, ist das ganze Orgelwerk in die Brüstung eingebaut. Der Prospekt zeigt in der Mitte einen hohen Pfeifenturm, beidseits nach außen abfallende Flachfelder und seitlich abschließende, im Grundriss nach vor geschwungene Harfenfelder. Oben endet der Prospekt mit barocken Schwungformen, unten sind die vorgewölbten Teile reich verziert, die abschließenden Seitenteile zeigen Blasinstrumente darstellende Ornamente.
Die Orgel umfasst ein Manual und Pedal mit 17 Register und 1032 Pfeifen.

## Turm

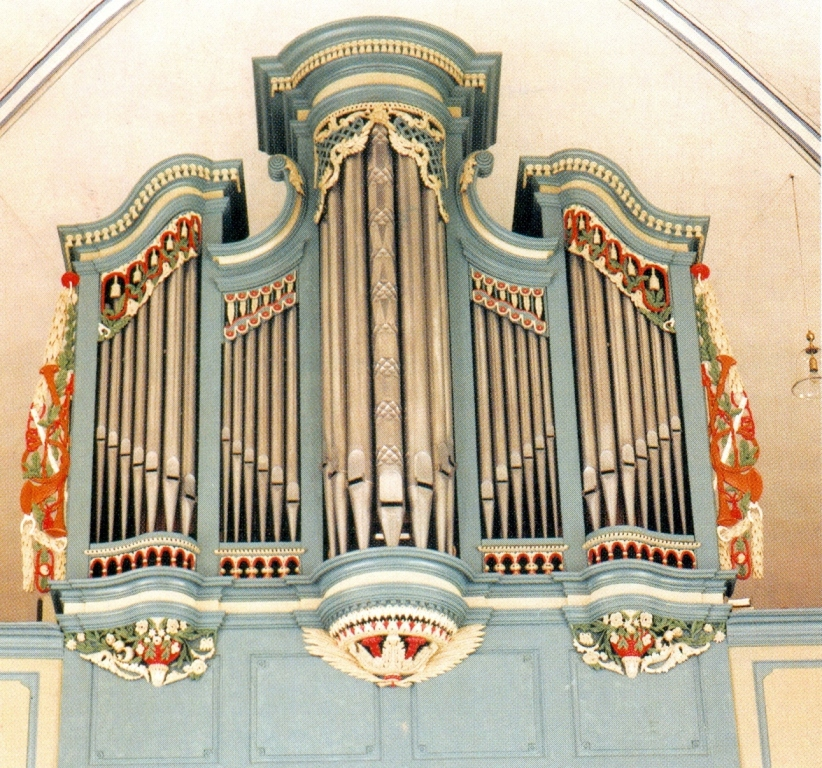
Stumm Barockorgel

Eine Eigentümlichkeit hat die Pfarrkirche: Von fern entsteht der Eindruck, als stehe ein voll ausgebauter Glockenturm vor dem Kirchenschiff. In Wirklichkeit sind nur die Vorderwand und zwei Drittel der beiden Seitenwände in massivem Mauerwerk vom Boden aus ausgeführt. Das hintere Drittel der Seitenwände und die Rückwand beginnen erst in halber Höhe des Kirchendachs und ruhen auf Tragbalken aus Holz. Infolge dieser Bauweise hat sich der Turm im Laufe der Zeit nach dem Kirchenschiff hin geneigt und zwar nicht unbedeutend. Von der Helmspitze bis zum Glockenturm gemessen war es 65 cm aus dem Lot. Die Gefahr des Einsturzes bestand aber nicht. Jedoch war diese Neigung ein Hindernis für den Ausbau der Glocken, als ihre Abgabe im Ersten Weltkrieg im Jahr 1917 gefordert wurde. Die Kreisbehörde in Usingen teilte bis zum Ende des Krieges die vom Kirchenvorstand vorgebrachten Bedenken. So blieben die Glocken erhalten. Diese Befürchtungen genügten im Zweiten Weltkrieg nicht mehr. Trotz Einspruch von Pfarrer, Bürgermeister und Kreisbauamtsleiter bei einem Ortstermin einer Gutachterkommission wurde die große und kleine Glocke beschlagnahmt, am 8. Mai 1942 abtransportiert und an ihrer Stelle zwei Betonblöcke angebracht, die den Turm auslasten sollten. In den folgenden Jahren neigte sich das obere Drittel des Turmes immer mehr nach Osten, so dass 1949 die Abweichung von der Senkrechten annähernd 90 cm betrug. Da man den ernstlichen Einsturz befürchtete, wurde das Balkenwerk erneuert und gehoben. Trotzdem befindet sich auch jetzt noch die Spitze des Turmes etwa 40 cm aus dem Lot.

## Glocken
An dem Tag der Einsegnung der Kirche, am 13. Juli 1752, wurden auch die drei neuen Glocken gesegnet. Die Stifter gaben den Glocken ihren Namen: Die größte Glocke die heiligen Namen Johannes und Margaretha, die mittlere die heiligen Namen Joes Wilhelmus und Maria Magdalena und die kleinste die heiligen Namen Conradus und Anna Dorothea. Im Jahr 1826 wurde von Ewald Schott aus Eltville eine neue Johannes-Glocke gegossen. Im Jahre 1901 schaffte die Pfarrgemeinde zwei neue Glocken von der Glockengiesserei Schilling aus Apolda, mit einem Durchmesser 96 cm und 62 cm, an. Diese zwei Glocken wurden im Zweiten Weltkrieg für Rüstungszwecke beschlagnahmt.
Rechtzeitig zum 200. Jahrestag der Grundsteinlegung der Pfarrkirche, im Jahre 1951, konnte von der Zivilgemeinde zwei neue Glocken bei der Glockengießerei Otto aus Hemelingen bei Bremen, in Auftrag geben werden. Da die vorhandene ehemalige „mittlere“ Glocke nun zur hellsten wurde, ist es ein sogenanntes „Te-Deum-Geläute“ geworden (g-b-c). Als das Geläute am 7. Juli 1951 abends um ½ 7 Uhr zum ersten Mal erklang, standen die Leute auf der Straße an der Kirchentreppe und hörten zu.
| Nr. | Name        | Gussjahr | Gießer, Gussort                          | Nominal (HT-1/16) | Gewicht (kg) | Durchmesser (mm) | Inschrift |
| 1   | Margarethen | 1951     | Karl (III) Otto, Fa. F. Otto, Hemelingen | g1 +8             | 700          | 1017             | Ich lobe Gott den Dreieinigen und Einen. Der hl. Margarethe Jungfrau und Martyrin, der Schutzherrin von Hasselbach gewidmet. Papst Pius XII. Bischof Wilhelm Kempf. Mich schenkten die christlichen Bürger im Jahre 1951. Bürgermeister Philipp Später.                                                                                  |
| 2   | Marien      | 1951     | Karl (III) Otto, Fa. F. Otto, Hemelingen | b1 +12            | 400          | 858              | Zu Ehren der Heiligsten Mutter Gottes Maria. Ich läute tagtäglich den Engeln des Herrn, künde immer von neuem Euch nah und fern. Der Herr ist geboren des ewigen Sohn. O lebet für ihn und gewinnet die Kron. Papst Pius XII. Bischof Wilhelm Kempf. Mich schenkten die christlichen Bürger im Jahre 1951. Bürgermeister Philipp Später. |
| 3   | Johannes    | 1826     | Schott Eltville                          | b1 +9             | 230          | 751              | Far Miller. U. (S)Chultheiss Maurer. Allda. - Anno 1826 goss mich Ewald Schott von Eltville. |

## Pfarrer
- 1825–1830: Bernhard Müller
- 1830–1831 Jakob Wagner (Pfarrverwalter)
- 1831–1839: Johann Muth
- 1839: Jakob Schunk (Pfarrverwalter)
- 1839–1843: Johann Georg Lang
- 1843–1863: Peter Weyer
- 1863–1864: Georg Horn (Pfarrverwalter)
- 1864–1885: Jakob Rosenbach
- 1886–1903: Gustav Albertz
- 1903–1906: Jakob Wagner
- 1906–1909: Paul Becker[9]
- 1909–1930: Ludwig Schramm
- 1930–1946: Josef Dinkel
- 1946–1951: Adolf Ameke
- 1951–1952: Alfons Arthen
- 1952– mindestens 1956: Friedrich Morschheuser
- 1993–1999: Wolfgang Reusing